# Karolina Juszczykowska
Karolina Juszczykowska est une Juste parmi les nations polonaise née le 1er juillet 1898 à Budków et morte le 9 janvier 1945.

## Biographie

### Jeunesse
Née le 1er juillet 1898 à Budków, Karolina Juszczykowska ne va jamais à l'école et vit avec ses parents jusqu'à l'âge de 13 ans. Pendant les cinq années suivantes, elle travaille dans une ferme du Mecklembourg. À son retour, elle vit avec sa sœur à Budków jusqu'en 1934, l'aidant dans les travaux de la ferme.
Elle s'installe ensuite à Tomaszów Mazowiecki et travaille dans la construction de routes pour subvenir à ses besoins.

### Activité pendant la Seconde Guerre mondiale
Après l'éclatement de la Seconde Guerre mondiale, elle occupe divers emplois, tels que lavandière, femme de chambre et femme de ménage. Avant son arrestation, Juszczykowska travaille dans la cuisine de l'organisation Todt.

#### Arrestation et mort
Le 23 juillet 1944, deux Juifs cachés sont découverts dans le sous-sol de la maison de Karolina Juszczykowska à Tomaszów Mazowiecki,. Ils sont abattus sur place,, tandis que Juszczykowska est arrêtée, transportée à la prison de police de Tomaszów et interrogée. Dans son témoignage, elle admet que six semaines auparavant, deux Juifs nommés Jan et Paweł l'avaient accostée sur le chemin du retour de son travail et lui avaient demandé un abri pour la somme de 300 zlotys par semaine,,.
La fille de Juszczykowska, Bronisława, est envoyée au travail forcé dans le Troisième Reich.
Le 10 août, Juszczykowska est emmenée à Piotrków Trybunalski, où elle attend son procès. Le tribunal spécial la condamne à mort le 23 août 1944. Le gouverneur général Hans Frank refuse le droit de grâce de Juszczykowska. Le 2 septembre 1944, Juszczykowska est emprisonnée dans le camp de prisonniers de guerre de Rodgau-Dieburg.
Le 9 janvier 1945, elle est exécutée par décapitation sur la guillotine à la prison de Preungesheim à Francfort-sur-le-Main.

## Vie privée
En 1924, sa fille Bronisława naît.

## Postérité
Le 17 mai 2011, elle reçoit le titre de Juste parmi les nations à titre posthume par l'institut Yad Vashem pour avoir sauvé des Juifs pendant la Shoah en Pologne,,.
Le 22 septembre 2020, une plaque commémorative dédiée à Karolina Juszczykowska est dévoilée à Tomaszów Mazowiecki dans le cadre du projet Zawołani po imieniu (pl). L'événement se déroule en présence, entre autres, de la vice-ministre de la culture et du patrimoine national, Magdalena Gawin (pl), de représentants des autorités locales et de l'Institut de Solidarité et de Courage (pl).